# Coppa Italia 2016-2017 (hockey su ghiaccio)
La Coppa Italia 2016-2017 di hockey su ghiaccio è stata la 21ª edizione del torneo, edizione rivoluzionata rispetto al passato, non tanto nella formula, ma nel novero delle partecipanti: a seguito dell'iscrizione delle squadre di Serie A al campionato internazionale denominato Alps Hockey League infatti, la Federazione decise di assegnare il trofeo tra le squadre iscritte nella cadetteria.

## Formula
La Coppa Italia 2016-17 ha mantenuto la formula simile a quella decretata per le stagioni precedenti, ossia una Final Four da giocare in un'unica sede dopo la qualificazione disputata tra diverse squadre.
A seguito della nascita della AHL, hanno avuto diritto di partecipare solamente le squadre iscritte al campionato di Serie B.
La fase di qualificazione alla Final Four fu costituita da 3 gironi di andata e ritorno, così suddivisi:
1. Girone Nord "A" (le 5 squadre della provincia di Bolzano)
2. Girone Ovest "B" (le 4 squadre lombarde)
3. Girone Est "C" (le 4 squadre venete e della provincia di Trento)

Si qualificarono alla fase finale le prime classificate di ogni girone. Il quarto posto è stato occupato dalla miglior seconda classificata. Per decretare la miglior seconda, sono stati valutati, nell'ordine: la squadra meglio piazzata al termine del girone di andata della Regular Season (sommatoria punti conquistati); sommatoria punti conquistati negli incontri diretti; differenza reti negli incontri diretti; differenza reti globale; in caso di ulteriore parità si procederà al sorteggio da parte della FISG.
Nelle intenzioni della federazione ci sarebbe dovuta essere una Final Four, in un'unica sede per semifinali e finali. La mancanza di una candidata all'organizzazione fece propendere per una modifica del regolamento, con le semifinali giocate con partite di andata e ritorno, e finale in gara unica, giocata a Selva di Val Gardena per poter dare l'incasso in beneficenza alla famiglia di un giovane giocatore locale rimasto gravemente ferito.
Nelle semifinali non valse la regola dei gol fuori casa: in caso di parità dopo i tempi regolamentari, sarebbe stato disputato un tempo supplementare di 5 minuti solo al termine dell'incontro di ritorno, seguito eventualmente dai tiri di rigore; nella finale invece si sarebbe giocato un solo tempo supplementare di 20 minuti e poi eventualmente i tiri di rigore.

## Qualificazione
Partecipano alle qualificazioni tutte le compagini iscritte alla Serie B 2016-17, ossia:
Girone Nord "A"
- SC Auer
- HC Merano J
- HC Eppan
- SV Kaltern
- Ritten Sport Junior

Girone Ovest "B"
- HC Chiavenna
- Hockey Como
- HC Varese
- Milano Rossoblu

Girone Est "C"
- Alleghe Hockey
- Feltreghiaccio
- Hockey Pergine
- HC Fiemme

### Risultati[3]
| GIRONE NORD "A" |                        |              |
| 06-10           | Ritten Jr - SV Kaltern | 3 : 1        |
| 06-10           | HC Eppan - ASC Auer    | 4 : 1        |
| 20-10           | SV Kaltern - HC Merano | 5 : 1        |
| 20-10           | Ritten Jr - HC Eppan   | 1 : 9        |
| 10-11           | HC Eppan - SV Kaltern  | 3 : 4 d.t.s. |
| 11-10           | ASC Auer - HC Merano   | 3 : 5        |
| 24-11           | SV Kaltern - ASC Auer  | 5 : 1        |
| 29-11           | HC Merano - Ritten Jr  | 6 : 1        |
| 01-12           | HC Eppan - HC Merano   | 0 : 2        |
| 01-12           | ASC Auer - Ritten Jr   | 3 : 2        |
| 23-12           | SV Kaltern - Ritten Jr | 3 : 0        |
| 23-12           | ASC Auer - HC Eppan    | 2 : 5        |
| 30-12           | HC Merano - SV Kaltern | 3 : 2        |
| 30-12           | HC Eppan - Ritten Jr   | 7 : 0        |
| 19-01           | HC Merano - ASC Auer   | 5 : 1        |
| 19-01           | SV Kaltern - HC Eppan  | 1 : 5        |
| 02-02           | ASC Auer - SV Kaltern  | 3 : 1        |
| 02-02           | Ritten Jr - HC Merano  | 4 : 5        |
| 09-02           | HC Merano - HC Eppan   | 2 : 6        |
| 10-02           | Ritten Jr - ASC Auer   | 3 : 6        |

| GIRONE OVEST "B" |                                |            |
| 20-10            | Milano Rossoblu - HC Chiavenna | 8 : 0      |
| 20-10            | Hockey Como - HC Varese        | 8 : 4      |
| 10-11            | HC Varese - HC Chiavenna       | 5 : 6      |
| 10-11            | Milano Rossoblu - Hockey Como  | 8 : 5      |
| 22-12            | HC Varese - Milano Rossoblu    | 2 : 8      |
| 23-12            | HC Chiavenna - Hockey Como     | 6 : 1      |
| 29-12            | HC Varese - Hockey Como        | 1 : 3      |
| 30-12            | HC Chiavenna - Milano Rossoblu | 1 : 11     |
| 02-02            | Hockey Como - Milano Rossoblu  | 2 : 9      |
| 03-02            | HC Chiavenna - HC Varese       | 5 : 2      |
| 09-02            | Milano Rossoblu - HC Varese    | 4 : 3 d.r. |
| 10-02            | Hockey Como - HC Chiavenna     | 2 : 4      |

| GIRONE EST "C" |                                    |              |
| 20-10          | Alleghe Hockey - HC Feltreghiaccio | 8 : 1        |
| 21-10          | HC Fiemme - Hockey Pergine         | 1 : 4        |
| 11-11          | HC Feltreghiaccio - HC Fiemme      | 1 : 5        |
| 11-11          | Hockey Pergine - Alleghe Hockey    | 6 : 2        |
| 23-12          | HC Feltreghiaccio - Hockey Pergine | 1 : 4        |
| 23-12          | HC Fiemme - Alleghe Hockey         | 5 : 4        |
| 30-12          | Hockey Pergine - HC Fiemme         | 1 : 0 d.t.s. |
| 30-12          | HC Feltreghiaccio - Alleghe Hockey | 2 : 1 d.r.   |
| 02-02          | HC Fiemme - HC Feltreghiaccio      | 12 : 3       |
| 03-02          | Alleghe Hockey - Hockey Pergine    | 3 : 6        |
| 09-02          | Hockey Pergine - HC Feltreghiaccio | 7 : 1        |
| 09-02          | Alleghe Hockey - HC Fiemme         | 0 : 5        |

| GIRONE NORD "A" |                        |              |
| 06-10           | Ritten Jr - SV Kaltern | 3 : 1        |
| 06-10           | HC Eppan - ASC Auer    | 4 : 1        |
| 20-10           | SV Kaltern - HC Merano | 5 : 1        |
| 20-10           | Ritten Jr - HC Eppan   | 1 : 9        |
| 10-11           | HC Eppan - SV Kaltern  | 3 : 4 d.t.s. |
| 11-10           | ASC Auer - HC Merano   | 3 : 5        |
| 24-11           | SV Kaltern - ASC Auer  | 5 : 1        |
| 29-11           | HC Merano - Ritten Jr  | 6 : 1        |
| 01-12           | HC Eppan - HC Merano   | 0 : 2        |
| 01-12           | ASC Auer - Ritten Jr   | 3 : 2        |
| 23-12           | SV Kaltern - Ritten Jr | 3 : 0        |
| 23-12           | ASC Auer - HC Eppan    | 2 : 5        |
| 30-12           | HC Merano - SV Kaltern | 3 : 2        |
| 30-12           | HC Eppan - Ritten Jr   | 7 : 0        |
| 19-01           | HC Merano - ASC Auer   | 5 : 1        |
| 19-01           | SV Kaltern - HC Eppan  | 1 : 5        |
| 02-02           | ASC Auer - SV Kaltern  | 3 : 1        |
| 02-02           | Ritten Jr - HC Merano  | 4 : 5        |
| 09-02           | HC Merano - HC Eppan   | 2 : 6        |
| 10-02           | Ritten Jr - ASC Auer   | 3 : 6        |

| GIRONE OVEST "B" |                                |            |
| 20-10            | Milano Rossoblu - HC Chiavenna | 8 : 0      |
| 20-10            | Hockey Como - HC Varese        | 8 : 4      |
| 10-11            | HC Varese - HC Chiavenna       | 5 : 6      |
| 10-11            | Milano Rossoblu - Hockey Como  | 8 : 5      |
| 22-12            | HC Varese - Milano Rossoblu    | 2 : 8      |
| 23-12            | HC Chiavenna - Hockey Como     | 6 : 1      |
| 29-12            | HC Varese - Hockey Como        | 1 : 3      |
| 30-12            | HC Chiavenna - Milano Rossoblu | 1 : 11     |
| 02-02            | Hockey Como - Milano Rossoblu  | 2 : 9      |
| 03-02            | HC Chiavenna - HC Varese       | 5 : 2      |
| 09-02            | Milano Rossoblu - HC Varese    | 4 : 3 d.r. |
| 10-02            | Hockey Como - HC Chiavenna     | 2 : 4      |

| GIRONE EST "C" |                                    |              |
| 20-10          | Alleghe Hockey - HC Feltreghiaccio | 8 : 1        |
| 21-10          | HC Fiemme - Hockey Pergine         | 1 : 4        |
| 11-11          | HC Feltreghiaccio - HC Fiemme      | 1 : 5        |
| 11-11          | Hockey Pergine - Alleghe Hockey    | 6 : 2        |
| 23-12          | HC Feltreghiaccio - Hockey Pergine | 1 : 4        |
| 23-12          | HC Fiemme - Alleghe Hockey         | 5 : 4        |
| 30-12          | Hockey Pergine - HC Fiemme         | 1 : 0 d.t.s. |
| 30-12          | HC Feltreghiaccio - Alleghe Hockey | 2 : 1 d.r.   |
| 02-02          | HC Fiemme - HC Feltreghiaccio      | 12 : 3       |
| 03-02          | Alleghe Hockey - Hockey Pergine    | 3 : 6        |
| 09-02          | Hockey Pergine - HC Feltreghiaccio | 7 : 1        |
| 09-02          | Alleghe Hockey - HC Fiemme         | 0 : 5        |

### Classifiche

#### Girone Nord "A"
| Pos. | Squadra          | Pt | G | V | P | VOT | POT | GF | GS  | DR  |
| ---- | ---------------- | -- | - | - | - | --- | --- | -- | --- | --- |
| 1.   | Eppan-Appiano    | 19 | 8 | 6 | 0 | 1   | 1   | 39 | 13  | +26 |
| 2.   | Merano           | 18 | 8 | 6 | 0 | 0   | 2   | 30 | 22  | +8  |
| 3.   | Kaltern-Caldaro  | 11 | 8 | 3 | 1 | 0   | 4   | 22 | 200 | +2  |
| 4.   | Aurora Frogs     | 9  | 8 | 3 | 0 | 0   | 5   | 20 | 30  | -10 |
| 5.   | Ritten-Renon Jr. | 3  | 8 | 1 | 0 | 0   | 7   | 14 | 40  | -26 |

#### Girone Ovest "B"
| Pos. | Squadra         | Pt | G | V | P | VOT | POT | GF | GS | DR  |
| ---- | --------------- | -- | - | - | - | --- | --- | -- | -- | --- |
| 1.   | Milano Rossoblu | 17 | 6 | 5 | 1 | 0   | 0   | 48 | 13 | +35 |
| 2.   | Chiavenna       | 12 | 6 | 4 | 0 | 0   | 2   | 22 | 29 | -7  |
| 3.   | Como            | 6  | 6 | 2 | 0 | 0   | 4   | 21 | 32 | -11 |
| 4.   | Varese          | 1  | 6 | 0 | 0 | 1   | 5   | 17 | 34 | -17 |

#### Girone Est "C"
| Pos. | Squadra        | Pt | G | V | P | VOT | POT | GF | GS | DR  |
| ---- | -------------- | -- | - | - | - | --- | --- | -- | -- | --- |
| 1.   | Pergine        | 17 | 6 | 5 | 1 | 0   | 0   | 28 | 8  | +20 |
| 2.   | Fiemme         | 13 | 6 | 4 | 0 | 1   | 1   | 28 | 13 | +15 |
| 3.   | Alleghe        | 4  | 6 | 1 | 0 | 1   | 4   | 18 | 25 | -7  |
| 4.   | Feltreghiaccio | 2  | 6 | 0 | 1 | 0   | 5   | 9  | 37 | -28 |

## Play-off
Il sorteggio degli accoppiamenti si è tenuto a Bolzano il 13 febbraio 2017.

### Tabellone
|  | Semifinali | Semifinali      | Semifinali | Semifinali | Semifinali |  |  | Finale          | Finale          | Finale |  |
|  |            |                 |            |            |            |  |  |                 |                 |        |  |
|  | 1B         | Milano Bears RB | 6          | 0          | 6          |  |  |                 |                 |        |  |
|  | 1A         | Eppan-Appiano   | 0          | 1          | 1          |  |  | Milano Rossoblu | Milano Rossoblu | 4      |  |
|  | 2C         | Fiemme          | 3          | 2          | 5          |  |  | Fiemme          | Fiemme          | 3      |  |
|  | 1C         | Pergine         | 3          | 1          | 4          |  |  |                 |                 |        |  |

†: partita terminata ai tempi supplementari
‡: partita terminata ai tiri di rigore

### Semifinali

#### Andata
| Arbitro: | Leandro Soraperra |

|                                                                                          |           | |
| Delladio (Chelodi, Nicolao) 40:14 Franza (Ciresa Locatin) 54:19 Chelodi (Delladio) 59:40 | Marcatori | 8:16 Rigoni (An. Meneghini, Munari) 36:16 Presti (An. Ambrosi, De Toni) 54:44 Presti (An. Meneghini, Rigoni) |

| Arbitro: | Willy Vinicio Volcan |

| |           |  |
| Perna (Schina) 0:46 Borghi (Perna, Schina) 12:36 Migliore (Pozzi, Petrov) 27:01 Borghi (Pozzi, Petrov) 30:48 Pozzi (Migliore) 38:24 Pozzi (Petrov, Spimpolo) 27:01 | Marcatori |  |

#### Ritorno
| Arbitro: | Luca Cassol |

|                                      |           |                                                                 |
| Rigoni (Presti, An. Meneghini) 39:19 | Marcatori | 32:11 Franza (Gilmozzi, Chelodi) 52:35 Locatin (Ciresa, Simoni) |

| Arbitro: | Patrick Gruber |

|                             |           |  |
| Eisenstecken (Fabris) 30:28 | Marcatori |  |

### Finale
| Arbitro: | Patrick Gruber, Marco Mori |

|                                                                        |           |                                                                              |
| Gilmozzi (Nicolao, Chelodi) 8:58 Ciresa 31:55 Gilmozzi (Nicolao) 32:26 | Marcatori | 30:05 Schina (Spimpolo) 35:06 Terzago 41:01 Schina 50:05 Vanetti (Perna, Re) |

## Verdetti
- Vincitrice Coppa Italia:  Milano Rossoblu

| Campioni della Coppa Italia 2016-2017 Milano Rossoblu | Portieri: Andrea Serpi, Riccardo Pignatti, Alessandro Tura Difensori: Alessandro Re, Andreas Radin, Federico Betti, Stefan Ilic, Andrea Fadani, Andrea Schina, Daniel Spimpolo Attaccanti: Domenico Perna, Andrea Pirelli, Aleksandr Petrov, Nicola Zandegiacomo, Samuele Finessi, Simone Asinelli. Andrea Vanetti, Marcello Borghi, Marco Pozzi, Tommaso Terzago, Stefano Gherardi, Matteo Mondon Marin, Lorenzo Piccinelli, Mattia Alario, Tommaso Migliore Allenatore: Massimo Da Rin |